# Klagshamnsuddens naturreservat
Klagshamnsuddens naturreservat är ett naturreservat i Malmö kommun i Skåne län.
Området är naturskyddat sedan 2019 och är 1 332 hektar stort. Det omfattar udden som är konstgjord, belägen söder om tätorten Malmö, och består av rester från kalkbrytning och cementtillverkning